# Lee Chun Hei
Lee Chun Hei Reginald (en chino: 李晉熙; Hong Kong, 25 de enero de 1994) es un deportista hongkonés que compitió en bádminton. Ganó una medalla de bronce en el Campeonato Mundial de Bádminton de 2017, en la prueba de dobles mixto.

## Palmarés internacional
| Campeonato Mundial | Campeonato Mundial    | Campeonato Mundial | Campeonato Mundial |
| Año                | Lugar                 | Medalla            | Prueba             |
| ------------------ | --------------------- | ------------------ | ------------------ |
| 2017               | Glasgow (Reino Unido) | Medalla de bronce  | Dobles mixto       |